# Фесо
Фесо (фр. Faissault) насеље је и општина у североисточној Француској у региону Шампањ-Арден, у департману Ардени која припада префектури Ретел.
По подацима из 2011. године у општини је живело 218 становника, а густина насељености је износила 35,91 становника/km². Општина се простире на површини од 6,07 km². Налази се на средњој надморској висини од 180 метара.

## Демографија
| 1962. | 1968. | 1975. | 1982. | 1990. | 1999. | 2011. |
| ----- | ----- | ----- | ----- | ----- | ----- | ----- |
| 169   | 172   | 163   | 178   | 207   | 189   | 218   |

График промене броја становника у току последњих година